# Begoña Reina
Begoña Reina López (Zaragoza, 9 de noviembre de 1970) es una deportista española que compitió en natación adaptada. Ganó cuatro medallas en los Juegos Paralímpicos de Verano en los años 1992 y 1996.

## Palmarés internacional
| Juegos Paralímpicos | Juegos Paralímpicos      | Juegos Paralímpicos | Juegos Paralímpicos     |
| Año                 | Lugar                    | Medalla             | Prueba                  |
| ------------------- | ------------------------ | ------------------- | ----------------------- |
| 1992                | Barcelona (España)       | Medalla de oro      | 100 m braza SB9         |
| 1992                | Barcelona (España)       | Medalla de bronce   | 4 × 100 m estilos S7-10 |
| 1996                | Atlanta (Estados Unidos) | Medalla de bronce   | 100 m braza SB9         |
| 1996                | Atlanta (Estados Unidos) | Medalla de bronce   | 4 × 100 m estilos S7-10 |